# 赫伯特·沙德
赫伯特·沙德（德語：Herbert Schade，1922年5月26日—1994年3月1日），德国男子田径运动员。他曾代表德国、德国联队参加1952年和1956年夏季奥林匹克运动会田径比赛，其中1952年奥运会获得一枚铜牌。